# Etymologie
De etymologie is het deelgebied van de taalkunde dat de herkomst van woorden bestudeert. De etymologie van een woord is de historische verklaring voor de manier waarop de vorm van het woord tot stand is gekomen; daarom wordt het ook wel de woordherkomst genoemd.
Iemand die etymologie bedrijft is een etymoloog. Etymologen werken vaak bij uitgeverijen van woordenboeken en encyclopedieën.
Bekende Nederlandse etymologen zijn Jan de Vries (1890-1964) en Nicoline van der Sijs (1955). Bekende Belgische etymologen zijn Albert Carnoy (1878-1961) en Jean Haust (1868-1946).

## De etymologie van het woordetymologie
Etymologie is oorspronkelijk een samenstelling uit het Griekse étymon (ἔτυμον) ‘oorspronkelijke vorm van een woord’, dat weer is afgeleid van het bijvoeglijke naamwoord étymos (ἔτυμος) ‘werkelijk, waar’, en lógos (λόγος) ‘leer, wetenschap’. Het woord werd bekend door Etymologiae van bisschop Isidorus van Sevilla, een encyclopedisch werk waarin hij informatie over allerlei zaken probeerde te relateren aan de oorspronkelijke betekenis van een woord. Zijn werk werd eeuwenlang veel geraadpleegd.

## Achtergrond
Een woord krijgt een etymologie wanneer het qua vorm en betekenis zodanig overeenstemt met een woord in een andere taal, dat er geen sprake kan zijn van toeval. De etymoloog maakt in zulke gevallen onderscheid tussen vier verschillende categorieën. In de eerste twee categorieën is sprake van een etymologische verwantschap, in de laatste twee niet.
1. Erfwoorden en gemeenschappelijke bron

Als verschillende talen een grote hoeveelheid woorden kennen met een vergelijkbare vorm en betekenis, dan is het waarschijnlijk dat deze talen zich uit één en dezelfde brontaal hebben ontwikkeld. Veel woorden in beide talen hebben zich dan uit hetzelfde woord in de brontaal ontwikkeld. We spreken dan van 'verwante woorden' ofwel cognaten, en in ditzelfde verband is er vaak ook sprake van verwante talen. Het kan ook gebeuren dat hetzelfde woord in de brontaal zich op twee manieren ontwikkelt in een taal die eruit voortkomt of later nog eens in een andere vorm geleend wordt (zie hieronder). In zo'n geval is sprake van een doublet. In het moderne Frans zijn op deze manier vrij veel doubletten uit het Latijn ontstaan.
Veel verschillen tussen de woorden van de ene taal en die van de andere worden veroorzaakt doordat elke taal haar eigen uitspraakregels heeft. Niet alleen de woordenschat van een taal verandert mettertijd, ook deze regels veranderen, zij het in een veel lager tempo. Daardoor kunnen hele reeksen verschillen tussen verwante woorden worden verklaard met een klein aantal systematische verschillen in uitspraak, die in de loop van de tijd ontstaan zijn. Zo'n uitspraakverandering die zich in een bepaald taalgebied in een bepaalde periode voordoet of heeft voorgedaan wordt een klankwet genoemd; het opsporen en plaatsen ervan is een van de belangrijkste activiteiten in de historische taalkunde, het deel van de taalkunde dat de ontwikkelingsgeschiedenis van talen probeert te achterhalen. Voor de Indo-Europese talen is een groot aantal klankwetten al in de 19e eeuw vastgelegd.
Een voorbeeld van een klankwet is het systematische verschil tussen de Nederlandse woorden tegel, tussen, terug, hout en snuit en de Duitse cognaten: Ziegel, zwischen, zurück, Holz en Schnauze. We zien hier dat het Duitse woord steeds een ts-klank heeft, geschreven als z, waar het Nederlandse woord een t heeft. Het blijkt dat een groot deel van de verschillen tussen Nederlandse en Duitse woorden met dit soort regels kunnen worden beschreven; het zijn duidelijk verwante talen. Ook het Engels, het Fries en een groot aantal van de (Nedersaksische) Nederduitse dialecten hebben een t in dit soort woorden; in feite is er een tamelijk scherpe lijn door de Duitse dialecten te trekken, ten zuidoosten waarvan men de z gebruikt. Op grond van verdere studie, bijvoorbeeld van oude documenten en woorden in andere talen die lang geleden aan het Duits zijn ontleend, heeft men de bijbehorende klankwet vastgesteld: de klank is oorspronkelijk t geweest, en is als gevolg van de tweede Germaanse klankverschuiving in het Hoogduits z geworden.
| Nederlands | Nederduits | Engels         | Fries | Duits | Oergermaans |
| ---------- | ---------- | -------------- | ----- | ----- | ----------- |
| toe        | to         | to             | ta    | zu    | *tō         |
| tien       | teihn      | ten            | tsien | zehn  | *tehun      |
| tijd       | Tiet       | tide ‘(ge)tij’ | tiid  | Zeit  | *tīdi-      |
| tuin       | Tuun       | town           | tún   | Zaun  | *tūna-      |

Met behulp van de etymologie en de klankwet is zo vastgesteld dat het Nederlands, Engels en Duits nauw verwante talen zijn. Zij gaan terug op een gemeenschappelijke brontaal, ook wel bekend als het Oergermaans, dat op zijn beurt deel uitmaakt van de veel grotere Indo-Europese familie. Door klankwetten te extrapoleren kunnen taalwetenschappers de Oergermaanse vorm van een woord reconstrueren, zelfs wanneer die nooit is opgeschreven. Zo'n reconstructie wordt weergegeven met een asterisk (*).
2. Leenwoorden

Wanneer woorden in verschillende talen op elkaar lijken, maar er geen sprake is van klankwettige overeenstemming, dan is er waarschijnlijk sprake van een leenwoord. Het woord tank is bijvoorbeeld in vele talen hetzelfde, hetgeen komt doordat al die talen hetzelfde woord uit het Engels hebben overgenomen. In het Duits is het woord dus niet Zank, omdat de ontlening van het woord pas plaatsvond na de afficatie t > z.
Een deelcategorie van leenwoorden bestaat uit woorden die niet allemaal uit één en dezelfde taal zijn ontleend, maar steeds van de ene naar de andere taal zijn overgesprongen. Men heeft het dan over een zwerfwoord. Zulke rondzwervende woorden horen vaak bij producten die zich geleidelijk over de wereld hebben verspreid. Zo gaan het Nederlandse woord koffie en de in heel veel andere talen aanwezige cognaten zoals het Engelse coffee, het Italiaanse caffè, het Poolse kawa en het Turkse kahve alle terug op hetzelfde Arabische grondwoord qahwa (قَهْوَة).
3. Klanknabootsingen

Woorden uit verschillende talen kunnen ook op elkaar lijken omdat ze klanknabootsingen zijn van hetzelfde geluid. Dit noemt men een klanknabootsing of een onomatopee. Net als bij leenwoorden stemmen onomatopeeën in verschillende talen vaak overeen in vorm en betekenis, maar trotseren zij de zo mogelijk gevonden klankwetten.

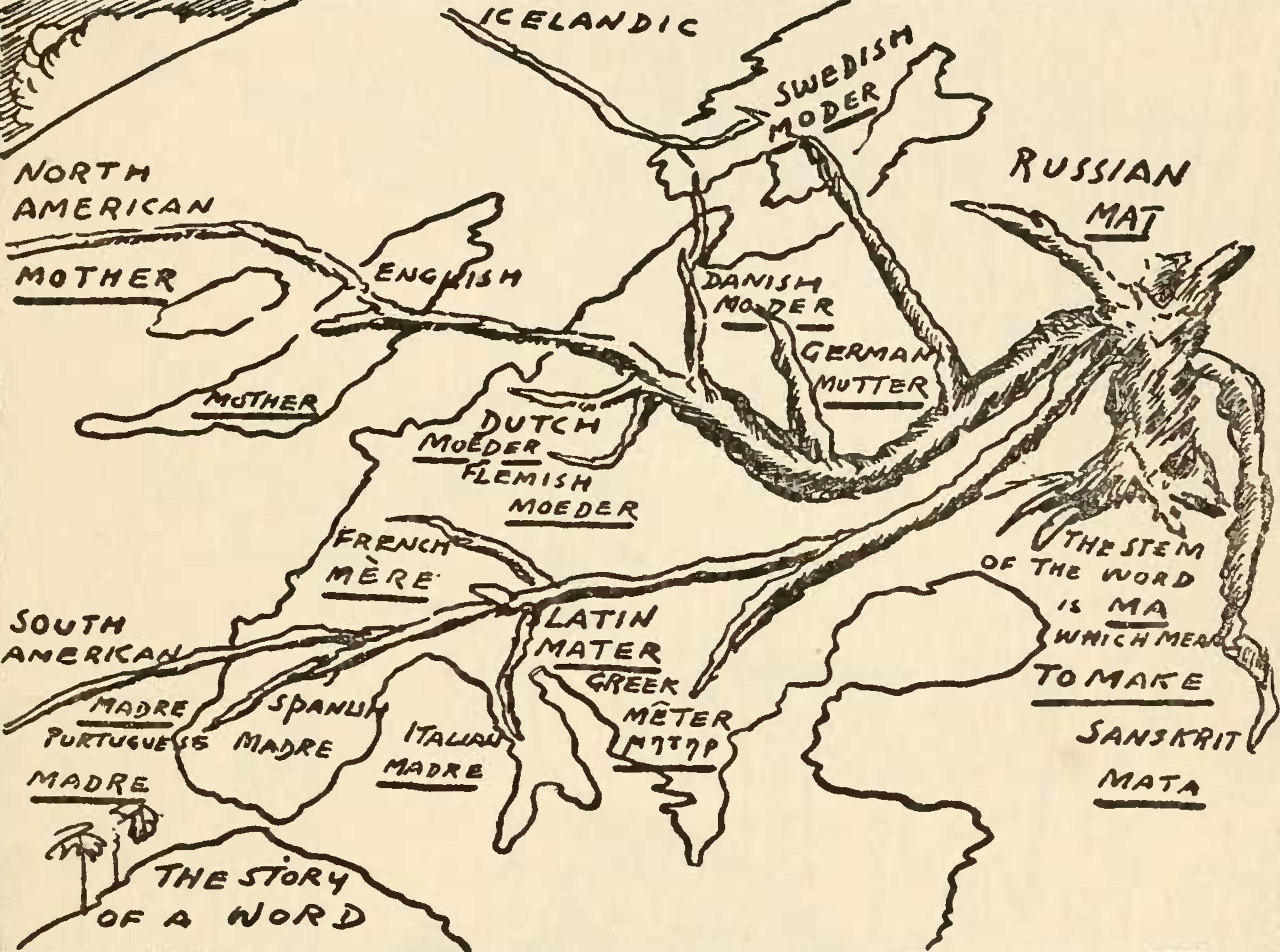
Het woord voor ‘moeder’ in diverse Indo-Europese talen.

Zo is de vormovereenkomst tussen het Nederlandse koekoek, het Hongaarse kakukk, het Italiaanse cuculo, het Poolse kukułka en het Turkse gugukgiller weliswaar zeer groot, maar hier is geen sprake van cognaten ofwel etymologische verwantschap. De overeenkomsten zijn evenmin door toeval ontstaan; de benaming is in elke taal afzonderlijk geïnspireerd op de roep van de betreffende vogel.
4. Elementaire begrippen

Verder is het nog zo dat de fonetiek van talen er op natuurlijke wijze voor zorgt dat in veel talen de woorden voor zeer elementaire concepten qua vorm op elkaar lijken, hoewel ze etymologisch in geen enkel opzicht verwant zijn. Dit zijn meestal de woorden die een taallerend kind het eerst leert, dus de articulatie ervan moet ook wel heel eenvoudig zijn. Zo betekent het Chinese mā (媽) hetzelfde als de Nederlandse woorden ma en mama. Hier is geen sprake van etymologische verwantschap, maar de klanken waaruit deze woorden bestaan zijn zeer eenvoudig te articuleren terwijl het tevens zo'n beetje de eerste woorden zijn die een kind leert.